# Шпрінг (комуна)
Шпрінг (рум. Șpring) — комуна у повіті Алба в Румунії. До складу комуни входять такі села (дані про населення за 2002 рік):
- Вінгард (612 осіб)
- Драшов (503 особи)
- Карпен (5 осіб)
- Карпеній-де-Сус
- Кунца (609 осіб)
- Шпрінг (807 осіб) — адміністративний центр комуни

Комуна розташована на відстані 249 км на північний захід від Бухареста, 19 км на південний схід від Алба-Юлії, 90 км на південь від Клуж-Напоки, 146 км на захід від Брашова.

## Населення
За даними перепису населення 2002 року у комуні проживали 2536 осіб.
Національний склад населення комуни:
| Національність | Кількість осіб | Відсоток |
| -------------- | -------------- | -------- |
| румуни         | 2423           | 95,5 %   |
| цигани         | 91             | 3,6 %    |
| німці          | 22             | 0,9 %    |

Рідною мовою назвали:
| Мова      | Кількість осіб | Відсоток |
| --------- | -------------- | -------- |
| румунська | 2494           | 98,3 %   |
| німецька  | 22             | 0,9 %    |
| циганська | 20             | 0,8 %    |

Склад населення комуни за віросповіданням:
| Релігія                                       | Кількість осіб | Відсоток |
| --------------------------------------------- | -------------- | -------- |
| православні                                   | 2355           | 92,9 %   |
| бретрени                                      | 131            | 5,2 %    |
| лютерани (Синодально-пресвітеріанська церква) | 29             | 1,1 %    |
| баптисти                                      | 9              | 0,4 %    |
| греко-католики                                | 4              | 0,2 %    |
| п'ятдесятники                                 | 3              | 0,1 %    |
| римо-католики                                 | 1              | < 0,1 %  |
| не вказали релігію                            | 1              | < 0,1 %  |